# Gábor Béla
Gábor Béla (? – ?) magyar labdarúgó.

## Sikerei, díjai
Ferencvárosi TC
- Magyar bajnokság
  - ezüstérmes: 1917–18